# Silaus selinoides
Silaus selinoides är en flockblommig växtart som beskrevs av Eugen von Halácsy. Silaus selinoides ingår i släktet Silaus och familjen flockblommiga växter. Inga underarter finns listade i Catalogue of Life.